# La Hinojosa
La Hinojosa là một đô thị trong tỉnh Cuenca, cộng đồng tự trị Castile-La Mancha Tây Ban Nha. Đô thị này có diện tích là 42,11 ki-lô-mét vuông, dân số năm 2009 là 270 người với mật độ 6,41 người/km². Đô thị này có cự ly 60 km so với tỉnh lỵ Cuenca.